# Brgod
Brgod is een plaats in de gemeente Raša in de Kroatische provincie Istrië. De plaats telt 180 inwoners (2001).